# 씰리침대
씰리침대(Sealy Corporation)는 미국의 매트리스 브랜드이다. 현재 씰리는 템퍼 씰리 인터내셔널로 합병된 상태다. 씰리라는 브랜드명은 씰리 코퍼레이션이 처음 설립된 미국 텍사스주의 도시명에서 시작되었다.

## 역사
1881년 조면기 제조업자였던 다니엘 헤인즈 (Daniel Haynes)는 텍사스주 서부의 휴스턴 서쪽에 위치한 씰리 마을에 살고 있었다. 헤인즈는 자신의 친구와 이웃들을 위해 면화를 넣은 매트리스를 만들기 시작했다. 1889년에는 압축한 면을 넣은 매트리스를 특허로 등록했다. 자신의 매트리스가 유명세를 타자, 타지역의 제조업자들에게 특허 받은 기술을 공유하게 되었다. 제품을 설명할 때에는 '씰리에서 온 매트리스' (Mattress from Sealy)라는 슬로건이 들어갔다.
1906년까지 광고 책임자로서 많은 성공을 거둔 얼 에드워즈(Earl Edwards)는 헤인즈에게 특허를 구입하여, 제조 관련 지식을 많이 얻었다. 에드워즈는 헤인즈의 새로운 회사이름을 '씰리'라고 지었고, 미국 전역으로 사업을 확대했다. 씰리는 생산에 필요한 자금 부족으로 인해, 코카콜라와 유사한 사업 허가권인 라이선스를 확대하여 사업 규모를 불려나갔다. 1920년까지 씰리는 계약 공장을 28곳이나 확보하게 되었고, 라이선스제로 규모를 키운 최초의 매트리스 회사가 되었다.
1929년에 불어닥친 경제 대공황으로 인해 매트리스 산업은 큰 타격을 받았다. 씰리는 사업 허가권을 가진 대다수 업체들을 잃고 간신히 파산을 면하였다. 이 시간 동안 씰리는 남은 사업 허가권을 통합하였고 지금의 씰리라는 법인회사를 만들었다. 씰리는 시카고 본사에 총판권을 가지고, 지정된 지역에서만 판매하기로 라이선스 계약에 동의한 업체에만 사업허가권을 주어 지정된 상권에서만 판매하도록 제안하여, 다른 라이선스 업체와 충돌하지 않게 하였다.
한편 클리블랜드의 오하이오 매트리스라는 최대 규모의 업체가 이 제한 구역을 무시한 채 다른 판매 시장에서도 매트리스를 팔았다. 이로 인해 벌어진 분쟁은 1971년 상권 보호를 외치는 씰리에 맞서 오하이오 매트리스 측이 독점 금지 소송을 거는 상황으로 이어지게 되었다. 그 소송은 15년 후 오하이오 매트리스의 승리로 끝났다. 소송 보상비용인 7700만 달러를 납부하기 힘들게 되자, 씰리와 어느 업체 한곳을 제외한 모든 독점 공급업체는 오하이오 매트리스에 인수되었고, 이로서 오하이오 매트리스는 판매량 면에서 세계 최대의 침대 제조업체가 되었다.
1989년 4월, 상업은행 깁본스 그린 반 애머론젠은 씰리를 LBO로 인수하였었는데, 이는 기존 씰리 주주들에게 9억 6500만 달러를 안기게 되었다. 한편 투자은행 퍼스트 보스턴은 씰리 인수를 위해 깁본스 그린 반 애머론젠 측에 일시대출을 해주었으나, 부실채권시장이 고갈되어 결국 대출이 묶이게 된 상황이 될 수 밖에 없었다. 이른바 '불타는 침대'로 알려진 이 거래는 실패로 끝나 결국 다시 차입매수 매물로 나오게 되었으며, 깁본스 그린은 파산하고 퍼스트 보스턴은 크레디트 쉬스 계열로 종속되는 위기에 쳐해졌다.
1990년 오하이오 매트리스는 씰리사를 인수했을 때의 이름 그대로를 사용하기로 하였다. 1998년 씰리는 본사를 클리브랜드에서 하이포인트 지역으로 이전한다고 발표했다. 베인 캐피탈과 씰리 임원단은 1997년에 씰리를 인수하였다. 2004년에는 콜버그 크래비스 로버츠 사와 씰리 경영진 팀에게 인수되었다. 인수가격은 15억 달러였으나, 거기에는 상당한 부채가 포함되어 있었다. 그 후 회사는 2005년도까지 비상장 법인으로 운영되었다.
2005년 6월 30일에 회사는 보통주 공모를 공식 발표했다. 한편 회사는 "우리의 경영 서비스 계약 하에 명시된 의무를 종료하기 위해" IPO(주식상장)를 하여, 부채를 상환해 나가는 동시에 글로벌 펀딩으로 자금을 운용하며, 사모회사인 콜버그 크래비스 로버츠 사에 지불할 것이라고 발표했다.
2012년 9월에 템퍼-페딕 인터내셔널은 미화 2억 9천 9백만 달러에 씰리를 매입하기로 공표하였다. 씰리의 본사는 노스캐롤라이나주의 트리티니에 위치해 있다. 씰리는 세계에서 가장 큰 제조업체이나, 2011년에는 템퍼-페딕이 씰리보다 더 많은 수익을 올렸다. 씰리는 미국에 25개의 공장과 17.8퍼센트의 미국 내 시장점유율을 가지고 있다. 씰리 미국은 현재 ‘씰리 포스처피딕’, ’스턴스앤포스터’ 그리고 바셋 3종류의 제품군으로 매트리스로 판매하고 있다.

## 해외시장
호주, 아르헨티나, 바하마, 이스라엘, 자메이카, 일본, 뉴질랜드, 남아프리카공화국, 태국, 영국에 사업 허가권이 있다.
- 1984년 대한민국 침대회사 에이스침대와 기술제휴로 에이스씰리침대 생산로 시작을 해서 1989년 에이스침대와 제휴기간 완료 1995년 대한민국 직수입사업 시작
- 1996년 멕시코에서 씰리 제품 제조 및 판매 시작
- 씰리는 중국에 최초로 제조 공장을 설립. 상하이 외부 100,000 평방 피트의 공장을 소유하고 씰리사에 의해 운영되고 있음(씰리 호주를 본사로 둔 합작투자회사)[6]